# Stjärnamarant
Stjärnamarant (Amaranthus macrocarpus) är en amarantväxtart som beskrevs av George Bentham. Stjärnamarant ingår i släktet amaranter, och familjen amarantväxter. Arten har ej påträffats i Sverige.